# Довганич Омелян Дмитрович
Омеля́н Дми́трович Довга́нич (8 травня 1930, Нижнє Селище, нині Хустський район Закарпатська область — 31 жовтня 2009, Ужгород) — український історик, краєзнавець, журналіст, видавець, педагог вищої школи, літературознавець, громадський діяч, доктор історичних наук.

## Біографічні відомості
Народився 8 травня 1930 року в с. Нижнє Селище (нині Хустського району Закарпатської області) у родини селянина-середняка. Батько — Дмитро, мама Марія, брат Михайло та сестра Олена.
Член Національної спілки журналістів України (1957), лауреат обласних премій: імені О. Борканюка (1986), імені М. Бабидорича (2004), імені А. Волошина (2005).

## Освіта
Закінчив Хустську середню школу № 2 (1949), відділення журналістики Вищої партійної школи (м. Київ) (1956).

## Трудова діяльність
Трудову діяльність розпочав у вересні 1949 року коректором хустської районної газети (тепер «Вісник Хустщини»). Далі служив строкову службу в лавах Радянської армії (1950–1952), працював штатним пропагандистом Хустського райкому партії (1952—1953). Після закінчення ВПШ був затверджений редактором великоберезнянської районної газети «Радянське село», де пропрацював до листопада 1961 року.
У 1961—1968 роках перебував на партійній роботі в Ужгороді, у 1968—1972 роках — головний редактор республіканського видавництва «Карпати» в Ужгороді.
З січня 1993 року — керівник штатного науково-редакційного відділу (робочої групи) обласної книги «Реабілітовані історією».

## Наукова діяльність
Закінчив аспірантуру при Ужгородському державному (тепер національному) університеті (1966). Кандидат (1970), доктор (1997) історичних наук. Доцент (1978).
У 1972 році перейшов на роботу на історичний факультет Ужгородського державного університету. Працював на кафедрі  СРСР та УРСР, а від 1992 року — на кафедрі нової і новітньої історії та історіографії (до 1995 р.).
1997 року захистив докторську дисертацію на тему: «Проблеми історії Закарпаття напередодні та в роки Другої світової війни (1938—1945 рр.)».

## Видавнича діяльність
За 45 років творчої дослідницької роботи опублікував з проблем історії Закарпаття періоду Другої світової війни, Карпатської України, возз'єднання Закарпаття з Українською РСР, історії університету, рідного села Нижнє Селище та репресованих громадян області 57 окремих видань.
Серед них: власних монографій:
- «Роки лихоліття: невідомі сторінки і трагічні долі» (Ужгород, 1995).
- «Закарпатські добровольці» (Ужгород, 1998).
- «У сутінках забуття» (Ужгород, 2000).
- «Коли історія, як незагойна рана…» (Ужгород, 2000).
- «У тенетах „Смершу“» (Ужгород, 2002).
- «Трагічний фінал» (Ужгород, 2004).
- «Шляхами пошуків і знахідок» (Ужгород, 2005).
- «Возз'єднання Закарпаття з Україною очима сучасника» (Ужгород, 2006).
- «Карпатська Україна в боротьбі за незалежність: репресії проти її оборонців та керівних діячів» (Ужгород, 2007).
- «Університет у нашому житті» (2007).
- «Так ламалися долі репресованих закарпатців» (2008).
- «Голгофа жертв політичних репресій» (2009).
- «До Бузулука через табори ГУЛАГу» (2009).

у співавторстві:
- «Слідами легенди» (Ужгород, 1971; 1972),
- «Закарпаття в роки війни» (Ужгород, 1990),
- «У жорнах сталінських репресій» (Ужгород, 1999),
- «Нижнє Селище: земля і люди» (Ужгород, 2001),
- «Закарпатські воїни генерала Людвика Свободи» (Ужгород, 1999),
- «Осередок освіти, науки, культури: Ужгородському університету — 50 років» (Ужгород, 1995),
- «Повернення до правди» (Ужгород, 2000);

колективні праці:
- «Книга Пам'яті України» (Ужгород, 1995–1998. — Т. І—ІІ),
- «Нариси історії Закарпаття» (Ужгород, 1995. — Т. ІІ),
- «Закарпаття під Угорщиною» (Ужгород, 1999),
- «Вони боронили Карпатську Україну» (Ужгород, 2002),
- «У вирі війни…» (Ужгород, 2000),
- «Книга Скорботи України: Закарпатська область» (Ужгород, 2002),
- «Реабілітовані історією: Закарпатська область» (Ужгород, 2003–2004. — Т. 1—2);

упорядковані збірники документів:
- «Я навіки прийшов у життя» (Ужгород, 1975),
- «Крізь пекло ГУЛАГів» (Ужгород, 1996),
- «Дмитро Климпуш — головний командант „Карпатської Січі“» (Ужгород, 1997),
- «Того дня зійшло сонце возз'єднання: минуле і сучасне» (Ужгород, 1997),
- «Возз'єднання» (Ужгород, 1999; 2-ге вид. — 2000),
- «Звершилось. Сталось. Навіки збулось» (Ужгород, 2001),
- «Навічно в пам'яті історії» (Ужгород, 2004) та ін.

Останні збірники вийшли з передмовами, післямовами вченого, його статтями, довідками і примітками.